# José Moreno Mazón
José Moreno Mazón (Málaga, 4 de diciembre de 1825 – Granada, 17 de enero de 1905) fue un sacerdote católico español, obispo de Cuenca, arzobispo de Granada, patriarca de la Indias, vicario general de los ejércitos y senador.

## Biografía

### Primeros años y formación
Pertenecía a una destacada familia de la alta sociedad malagueña.
Cursó estudios primarios en las Escuelas Pías de Archidona y secundarios en Málaga y Cádiz. Pasó a la Universidad de Granada donde se graduó de bachiller en Filosofía y se licenció en Derecho en 1856.
En 1857 accedió por oposición a una plaza de oficial del Consejo de Estado, aunque pronto renunció a la misma para continuar estudios eclesiásticos.

### Presbítero
Fue ordenado sacerdote en 1860 y cursó estudios en los seminarios de Málaga y Granada, recibiendo en este último el grado de doctor en Teología en 1867.
Opositó y ganó la canonjía penitenciaria de la catedral de Málaga, en cuyo cargo permaneció hasta que fue preconizado obispo de Cuenca en 1877.

### Episcopado

#### Obispo
Por influencias de su hermano Miguel, que tenía amistad con Cánovas del Castillo y Francisco Silvela, en 1873 fue incluido en una lista de candidatos para sedes vacantes que presentó Emilio Castelar a la Santa Sede. Dos años más tarde se intentó que fuera nombrado obispo de Málaga, y, finalmente, se consiguió que el papa  Pío IX lo nombrara obispo de Cuenca en marzo de 1877. Fue consagrado  el 25 de julio del mismo año por el nuncio Giacomo Cattani.

##### Patriarca de las Indias Occidentales y vicario general castrense
En 1881 fue nombrado patriarca de las Insdias Occidentales, vicario general de los ejércitos y director general del clero castrense.

#### Arzobispo
Al quedar vacante la sede de Sevilla en 1882, hubo presiones para que él fuera nombrado arzobispo de aquella archidiócesis, pero ante las noticias llegadas al Vaticano sobre sus peculiares formas de administrar la diócesis de Cuenca y el vicariato castrense, la Santa Sede solo aceptó que fuera nombrado arzobispo de Granada. El nombramiento tuvo lugar el 27 de marzo de 1885 y la toma de posesión el 21 de junio siguiente.
Tuvo enfrentamiento con el clero granadino a causa de elegir como habilitado del clero a un antiguo criado suyo que al parecer se hizo rico con el cargo, circunstancia que llevó a la destitución de varios profesores del seminario. Por esta causa y por la obesidad que padecía, dejó los asuntos de la diócesis en manos del deán de la catedral, Leopoldo Granadino, dedicándose a ejercer la caridad, proteger el arte y a promocionar obras eclesiásticas.
Durante su pontificado se fundó el colegio de la Asunción para niñas huérfanas; readquirió el  convento de Gracia, en manos de un particular a consecuencia de desarmortización, para instalar el Seminario Diocesano. Cerró la puerta de san Jerónimo de la Catedral y se colocaron los canceles de las puertas laterales, uno procedente de la de san Jerónimo y el otro nuevo costeado por él. Inició la construcción del templo de la Virgen de Lourdes en el camino del cementerio y erigió la cruz monumental de la colina de los Mártires, que inicialmente se había proyectado colocarla en el Veleta.
Moreno Mazón convirtió el Seminario Mayor en Universidad Pontificia con facultades de Teología, Filosofía y Derecho Canónico  y protegió las Escuelas del Ave María, fundación del padre Manjón que tuvo lugar durante su pontificado.

### Senador
Por su condición de patriarca de las Indias, primero, y posteriormente como arzobispo de Granada, fue senador por derecho propio desde 1881 hasta su fallecimiento en 1905.

### Final
Falleció en Granada el 17 de enero de 1905 y sus restos fueron inhumados al día siguiente en la capilla del Sagrado Corazón de la catedral de Granada.

## Distinciones
- Caballero gran cruz de la Orden de Carlos III.
- Caballero gran cruz de la Orden de Isabel la Católica.
- Cruz de la Orden de San Miguel de Baviera.
- Cruz de la Orden Civil de Beneficencia.

## Sucesión
| Predecesor: Sebastián Herrero Espinosa de los Monteros               | Obispo de Cuenca 20 de marzo de 1877 - 27 de marzo de 1885                         | Sucesor: Juan María Valero Nacarino     |
| Predecesor: Bienvenido Monzón                                        | Arzobispo de Granada 27 de marzo de 1885–17 de enero de 1905                       | Sucesor: José Meseguer y Costa          |
| Predecesor: Francisco de Paula de Benavides y Fernández de Navarrete | Patriarca de las Indias Occidentales 18 de noviembre de 1881 – 27 de marzo de 1885 | Sucesor: Zeferino González y Díaz-Tuñon |
| Predecesor: Francisco de Paula de Benavides y Fernández de Navarrete | Vicario general de los ejércitos 18 de noviembre de 1881 – 27 de marzo de 1885     | Sucesor: Zeferino González y Díaz-Tuñon |